# Тхакури (династия)
Тхакури (ок. 879 — 1200) — династия, царившая в долине Катманду в раннем Средневековье. Боролась с государствами Карнат и Пала. Свергнута династией Малла.

## История
Тхакури принадлежали к раджпутскому клану, который в конце VI ст. перебрался в государство Личчхавов (Личави) (возможно, его дальнейшей миграции способствовали мусульманские вторжения в регион), где занял ведущее положение во времена Амсувармана, который смог стать махасамантой (аналог премьер-министра), а в 605 году — даже махараджей. Его смерть в 621 году положила конец влиянию тхакуров, хотя ряд представителей клана до середины VII ст. боролись за власть. Затем подкланы тхакуров стали распространяться в гималайских княжествах, в дальнейшем проникли даже в Кашмир.
750 года государство Личави стало частью империи Пала. Махараджи из Личчхавов сумели крепче держаться на троне. Поражение империи Пала в 870-х годах от Гуджара-Пратихары ослабило это государство. Рагавадева Тхакури, вероятно при поддержке Гуджара, в значительной степени опиравшихся на раджпутов, в 879 году сверг Манадеву IV, последнего из Личчхавов. С 20 октября 879 года ведётся отсчёт календарной «непальской эры».
О правлении первых Тхакури сведений мало. Предполагают, что они признавали господство Гуджара-Пратихары. Есть упоминания о строительстве городов, возведении индуистских храмов. Всё большее значение приобретал торговый город Катманду. В начале правления махараджи Гунакамадевы в 850-х годах удалось обрести независимость в результате ослабления государства Гуджара-Пратихара (при этом с последним сохранялись дружеские отношения).
Во второй половине XI ст. из-за прекращения главной линии династии власть унаследовала младшая ветвь, перенесшая столицу в Нувакот. С этого времени начинаются конфликты между буддистами и брахманами. Несмотря на это, государство достигло политического и экономического возвышения в правление Шанкарадевы. Впрочем, тот в 1080 году был свергнут представителем главной линии Бамадевой.
При преемниках Бамадевы усиливается власть знати. В то же время начинаются войны с государством Карната. Под этой угрозой Шивадеве III удалось восстановить мощь государства и власть монарха. Были проведены экономические реформы, в том числе денежная — внедрена золотая (шивак), серебряная (дам) и медная (пайс) монета. В то же время происходит активное строительство,
После смерти Шивадевы II в 1126 году начинается новое ослабление династии, представители которой правили короткий срок и часто менялись. В конце концов, около 1200 года Тхакури была свергнута династией Малла, вероятно, при поддержке государства Карната.

## Махараджи[2]
- Рагавадева (879-?)
- Джаядева III
- Викрамедева
- Нарендрадева II (?-949)
- Гунакамадева II (949—994)
- Удаядева (994-?)
- Нирбхаядева (?—1008)
- Рудрадева I (1008—1015)
- Бходжадева или Бхоладева (1015—1024)
- Лакшмикомодева I (1024—1040)
- Виджаякамодева I (1040—1059)
- Баладева II (1059—1064)
- Нагараджунадева (?—1067)
- Шанкарадева III (1067—1080)
- Бамадева или Вамадева (1080—1090)
- Харшадева (1090—1099)
- Шивадева III (1099—1126)
- Махендрадева или Индрадева (1126—?)
- Манадева V (?-1135)
- Нарендрадева III (1135—1146)
- Анандадева (1146-?)
- Рудрадева II (?-1176)
- Амритадева (1176—?)
- Ратнадева (?—1180)
- Сомешварадева (?—1187)
- Гунакамадева III (1187—1193)
- Лакшмикамадева II (1193—1196)
- Виджаякамадева II (1196—1200/1201)

## Верования
Представители правящей династии и знать исповедовали разные формы индуизма, хотя буддизм не запрещался, были возведены вихары Навабахал и Хемаварна. При правлении махараджи Лакшмикамадевы внедряется культ кумари. Также были распространены культы Нагов и Васуки.